# Окленд (Нова Зеландія)
О́кленд (англ. Auckland, маорі Tāmaki-makau-rau) — найбільше місто Нової Зеландії з населенням приблизно 1,3 мільйона осіб, при тому, що населення всієї країни становить приблизно 4,1 мільйона. Територія, яку займає Великий Окленд, є найбільшою урбанізованою частиною Нової Зеландії. Географічно та адміністративно до складу Великого Окленда входять: Окленд-Сіті (Auckland City) — центральна і найурбанізованіша частина міста, Норт-Шор, Манукау, Вайтакере, а також урбанізовані частини районів Папакура (Papakura District), Родні (Rodney District) і Франклін (Franklin District).

## Історія

### Маорійський період
Маорі почали селитися в цих місцях практично відразу після свого прибуття до Нової Зеландії близько 800 років тому. Зручні бухти і родючі землі робили цю місцевість вкрай привабливою. Практично на всіх вулканах і височинах були побудовані укріплені поселення — па (Pa). У момент свого піку, чисельність маорі в цьому регіоні сягала 20 000. Однак до моменту появи тут перших європейців чисельність маорі значно знизилася в результаті постійних міжплемінних воєн і міграцій. Тому перші англійські поселенці знайшли ці місця відносно малозаселеними.

### Початок європейського заселення

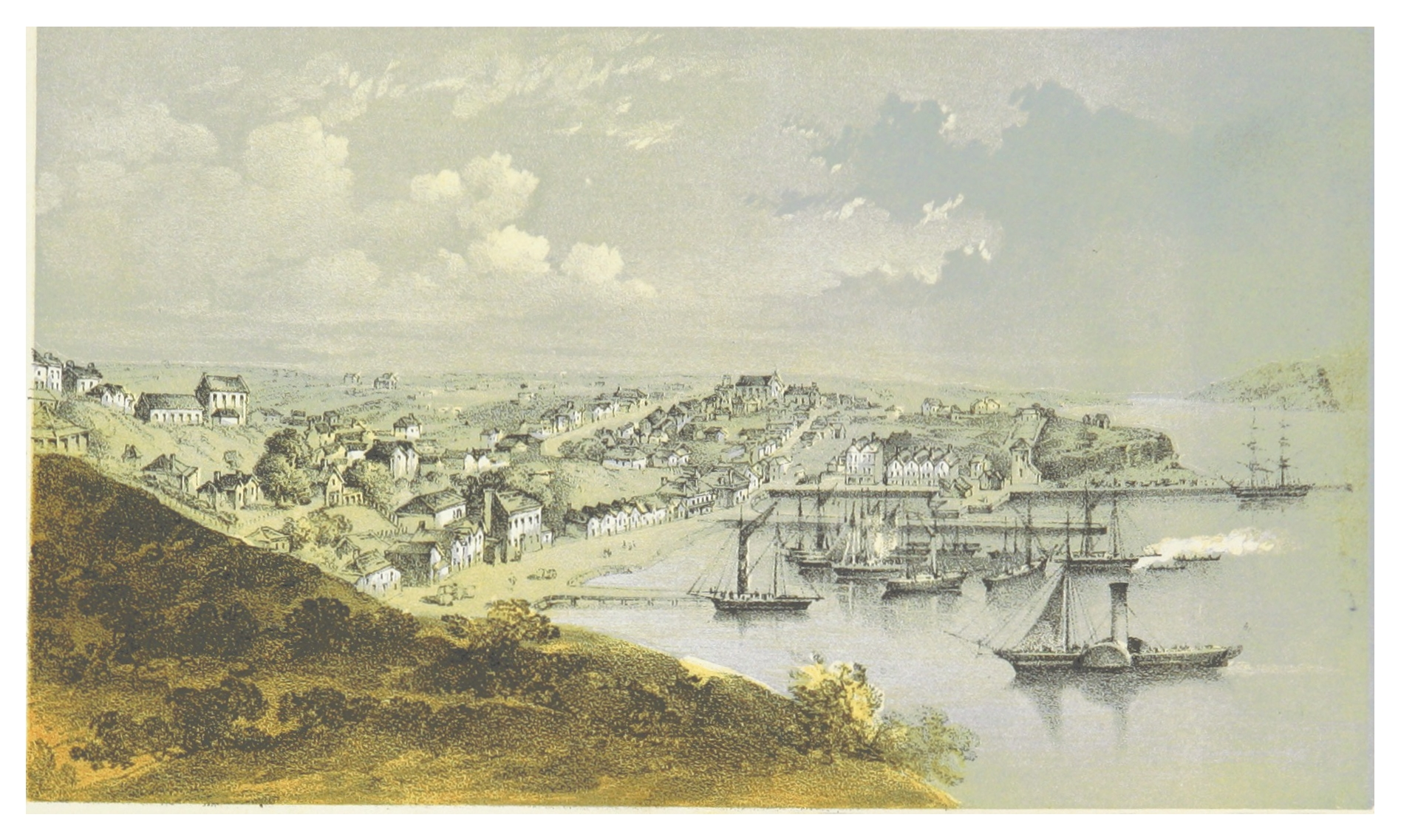
Оклендський порт (гравюра 1857 року)

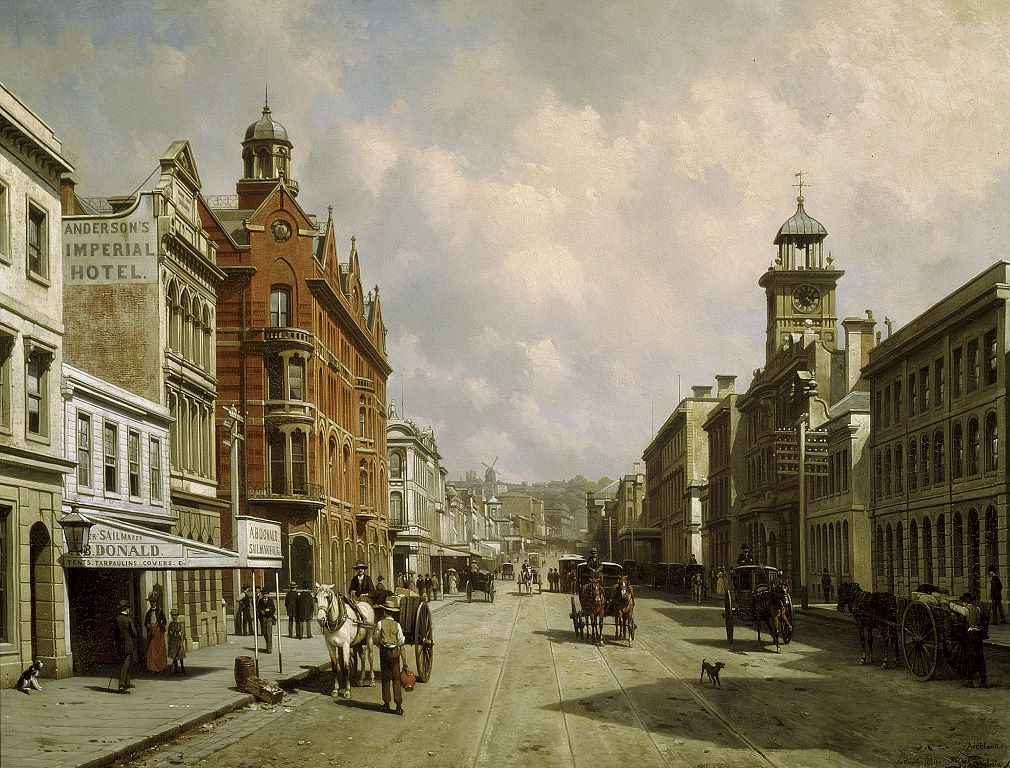
Вулиця Королеви (гравюра 1889 року)

Капітан Джеймс Кук відвідав ці місця під час свого плавання до берегів Нової Зеландії в 1769 році, і хоча він не помітив бухти Вайтемата, він, тим не менш, залишив після себе кілька назв. Острови Літтл-Барр'єр і Грейт-Барр'єр носять назви, дані їм великим мореплавцем. У 1820 році Самюель Марсден (Samuel Marsden) став першим європейцем, який обстежив затоку Хауракі. Перше постійне поселення європейців з'явилося тут в 1833 році в районі Варкворт (Warkworth), де був влаштований тартак. Через деякий час сюди прибули перші місіонери.
Поворотною точкою в історії міста можна вважати 1840 рік. У цьому році був підписаний договір Вайтангі, і незабаром після цього капітан Вільям Гобсон (William Hobson), згодом перший губернатор Нової Зеландії, був запрошений місцевими вождями заснувати в цих місцях столицю нової колонії. Гобсон заснував нове поселення на південному березі бухти Вайтемата, яке згодом стало тимчасовою столицею нової колонії. Церемонія закладання першого каменя відбулася 1 вересня 1840 року. Гобсон назвав нове поселення на честь Джорджа Едена (George Aden), першого Графа Оклендського (титул якого сходить до назви замку Окленд і ринкового міста Бішоп-Окленд у графстві Дарем), свого друга і безпосереднього начальника, який був у той час губернатором Індії і всіх східних колоній Великої Британії. Королева Великої Британії схвалила цю назву 26 листопада 1842 року.

### Розвиток міста

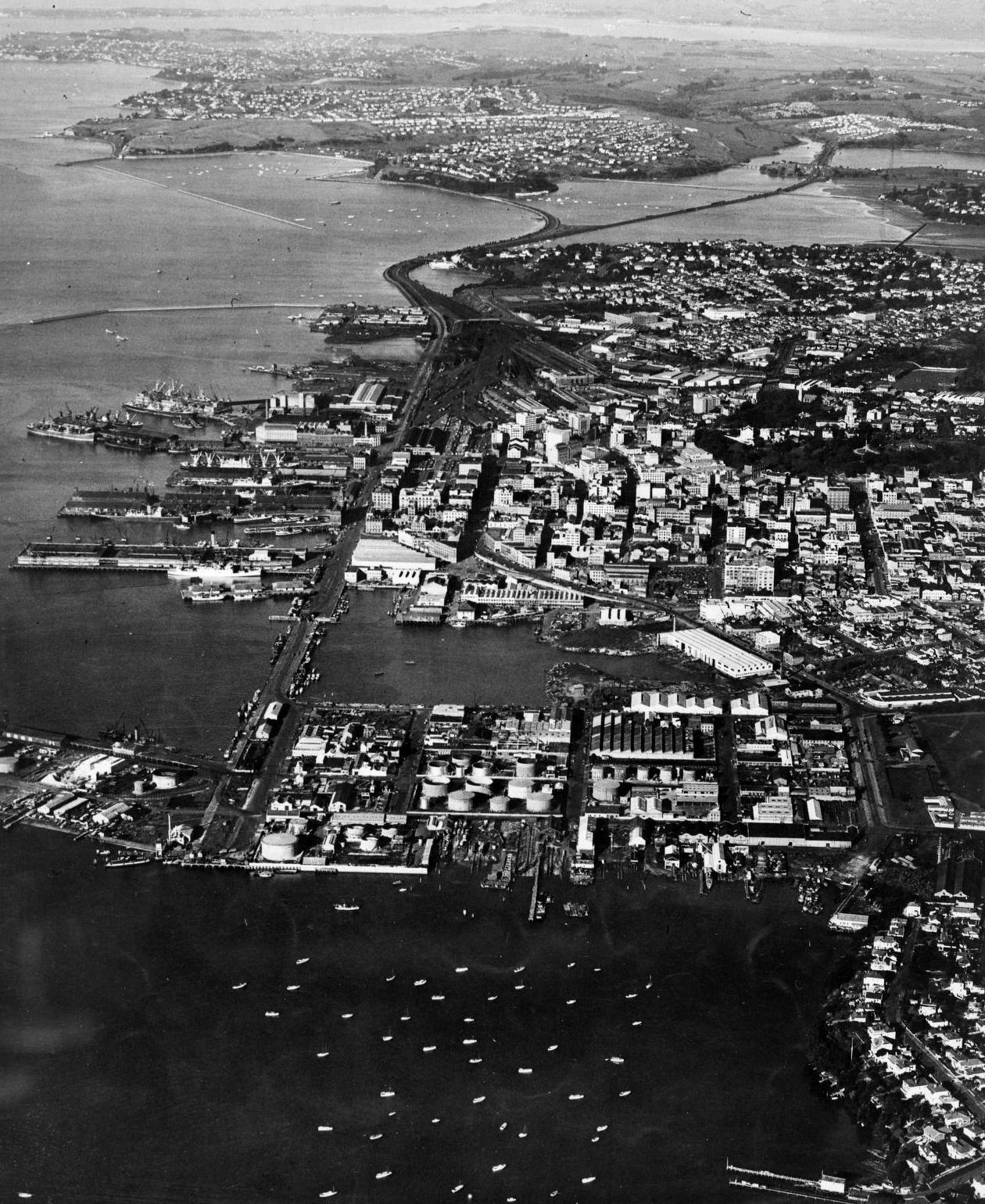
Окленд на початку 1950-х років

З самого початку основний потік європейських поселенців ішов до Нової Зеландії через Окленд. У перші роки основну їх частину складали жителі Нового Південного Уельсу в Австралії, проте вже в початку 1842 року сюди почали прибувати кораблі з поселенцями безпосередньо з Великої Британії. З 1853 року до моменту скасування цієї адміністративної одиниці в 1876 році Окленд був центром Провінції Окленд.
У зв'язку з бурхливим розвитком Південного острова і різким зростанням чисельності населення, через деякий час столиця була перенесена в Порт-Ніколсон, відомий зараз як Веллінгтон, де вона залишається по сьогоднішній день. Це місце безсумнівно має більш вигідне географічне положення, знаходячись практично в самому центрі країни.
Однак Окленд продовжував залишатися економічною столицею Нової Зеландії. Золота лихоманка в країні і, зокрема, відкриті родовища золота на півострові Коромандел, послужили основною причиною бурхливого зростання населення міста в кінці XIX століття.

### XX століття
У період Першої та Другої світових воєн у місті розташовувалася одна з основних військово-морських баз Великої Британії в південнотихоокеанському регіоні. Крім того, у роки Другої світової війни тут дислокувався досить великий військовий контингент США.
Розвитку міста сприяло розширення мережі залізничних, а потім і автомобільних доріг. Споруда моста, що з'єднує північний і південний берега бухти Вайтемата, дала можливість розвивати північні передмістя, і, по суті, дозволила з'єднати розрізнені райони в величезний мегаполіс.
Населення продовжувало зростати в основному за рахунок еміграції. Однак поступово кількість переселенців, які прибувають сюди не з Британських островів, переважає і це поступово зробило Окленд воістину космополітичним містом. Нині в Окленді проживає найбільша полінезійська громада в світі, і це робить місто неофіційною столицею Полінезії.

## Географія
Місто розташоване на Північному острові Нової Зеландії на величезному плато. Його оточують два гірських хребта, три морські бухти, у його межах розташовані 48 вимерлих вулканів і більше 50 островів. Територія Окленда лежить між затокою Хауракі з боку Тихого океану на сході, невисоких гір Хану на південному сході, бухтою Манукау на південному заході і гір Вайтакере на заході і північному заході.

### Вулкани

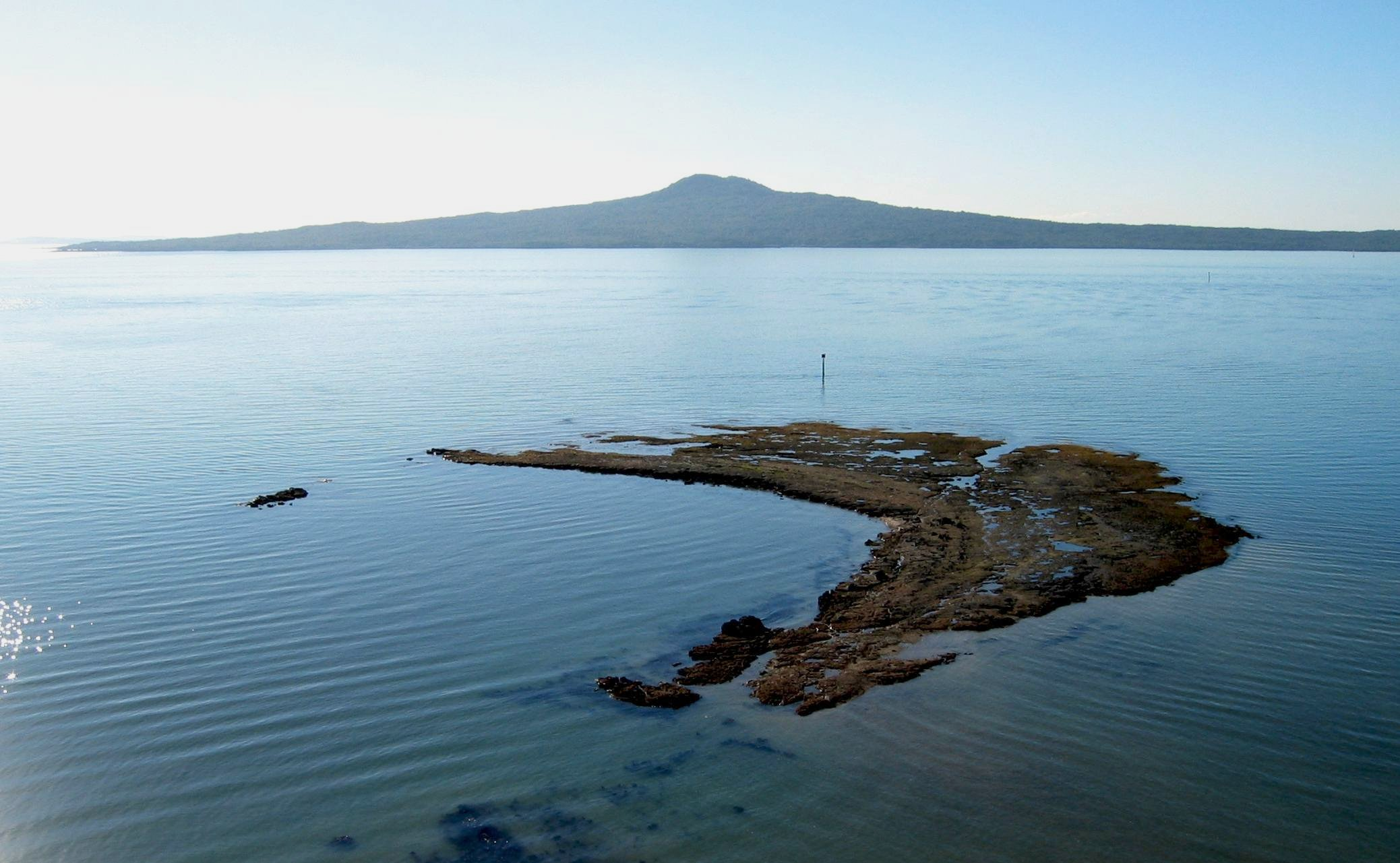
Вулканічний острів Рангітто. Вигляд з Ахіллес-Пойнта

Окленд розташований на території Оклендського вулканічного району. У його межах знаходяться приблизно 48 згаслих вулканів, що збереглися до наших днів у вигляді гір, озер, лагун і островів. Багато з цих вулканів, більшість із яких зруйновано в результаті ерозії або діяльності людини, оточені великими полями застиглої лави.
Останнє і найсильніше вулканічне виверження, у результаті якого утворився острів Рангітото, було приблизно 1000 років тому. Близько 700 років тому відбулося повторне виверження, під час якого було знищено поселення маорі на прилеглій острові Мотутапу. Розміри Рангітото, його правильні пропорції, вигідне розташування при вході в бухту Вайтемата роблять цей вулканічний острів однією з основних природних пам'яток Окленда.

### Акваторія Окленда

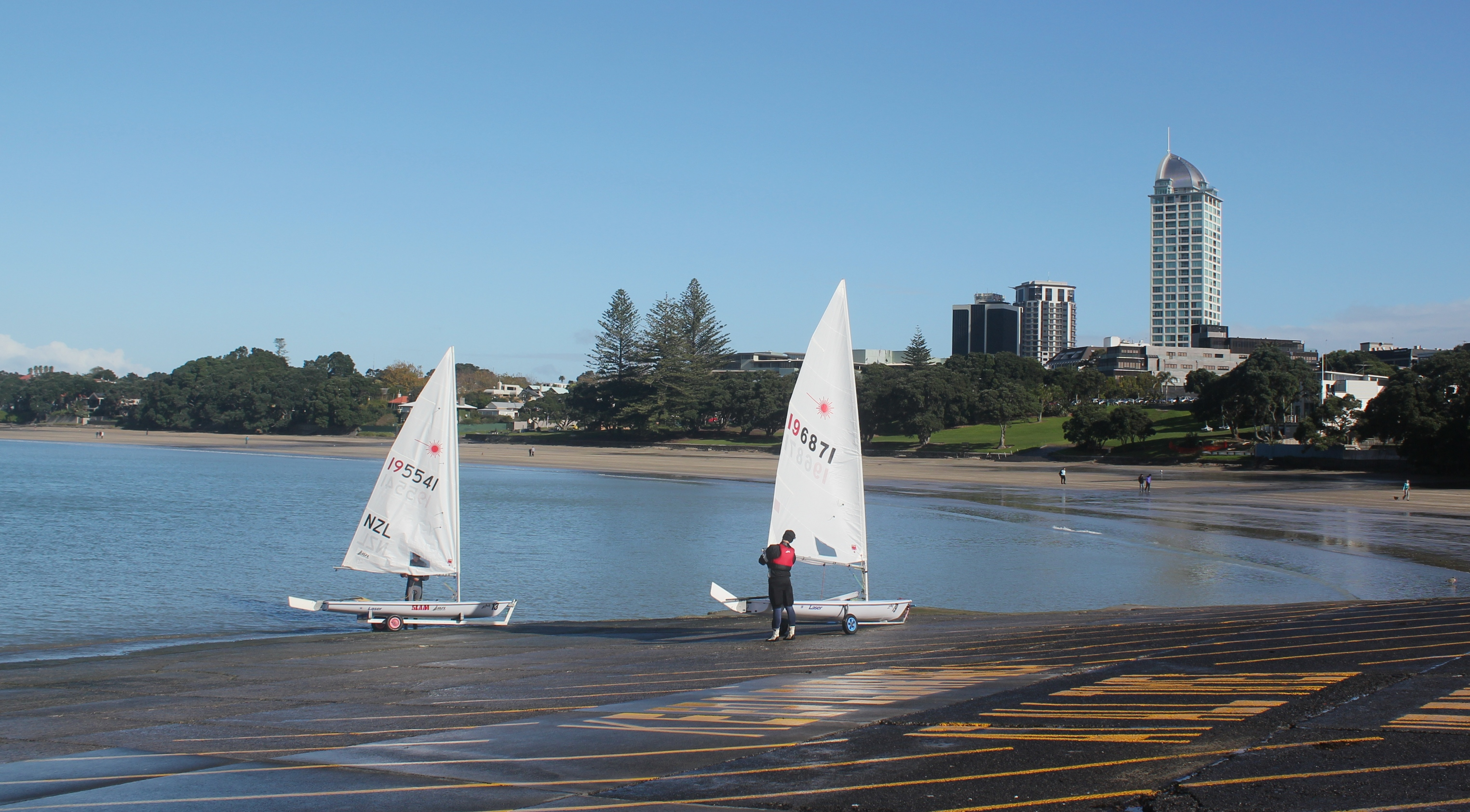
Вітрильні судна на пляжі Такапуна на Північному березі Окленда

Окленд розташований на перешийку шириною менше 2 кілометрів у найвужчому місці, між затокою Мангер з боку Тасманового моря і річкою Тамакі з боку Тихого океану. Цей перешийок у межах урбанізованих районів омивається водами двох бухт. Бухта Вайтемата знаходиться на півночі, у східній частині вона примикає до затоки Хауракі. Південний берег перешийка межує з бухтою Манукау, яка через вузьку протоку в західній частині з'єднана з Тасмановим морем. Це один із небагатьох міст світу, який має вихід до двох бухт, які належать до різних морів.
Береги обох бухт з'єднані між собою декількома мостами. Найвідомішим є Оклендський міст (Auckland Harbour Bridge), що перетинає бухту Вайтемата в західній частині Центрального ділового району Окленда. У південній частині міста міст Манукау перекинутий через однойменну бухту. З цього мосту проходить дорога, що з'єднує центральну частину міста з Міжнародним аеропортом Окленда.
Кілька островів, розташованих в акваторії затоки Хаураки, управляються адміністрацією Центрального Окленда, хоча офіційно їх територія не входить у територію Великого Окленда. Найщільніше населені частині острова Вайхікі функціонують практично як звичайні міські райони, у той час як численні дрібні острови, розкидані навколо Окленда, використовуються в основному як природні заповідники і місця відпочинку.

## Культура

### Заклади культури
- Національний музей Королівського новозеландського військово-морського флоту — у передмісті Окленду Девонпорті.

## Населення
| Етнічні групи населення міста                      | 2001 (%) | 2001 (жителів) | 2006 (%) | 2006 (жителів) |
| -------------------------------------------------- | -------- | -------------- | -------- | -------------- |
| Європейці                                          | 66,9     | 684 237        | 56,5     | 698 622        |
| Вихідці з островів Тихого океану                   | 14,9     | 152 508        | 14,4     | 177 936        |
| Вихідці із країн Азії                              | 14,6     | 149 121        | 18,9     | 234 222        |
| Маорі                                              | 11,5     | 117 513        | 11,1     | 137 133        |
| Араби/Латиноамериканці/Негри                       | н/д      | н/д            | 1,5      | 18 555         |
| Інші                                               | 1,3      | 13 455         | 0,1      | 648            |
| Новозеландці                                       | н/д      | н/д            | 8,0      | 99 258         |
| Загалом тих, хто назвав свою етнічну приналежність |          | 1 022 616      |          | 1 237 239      |

## Освіта

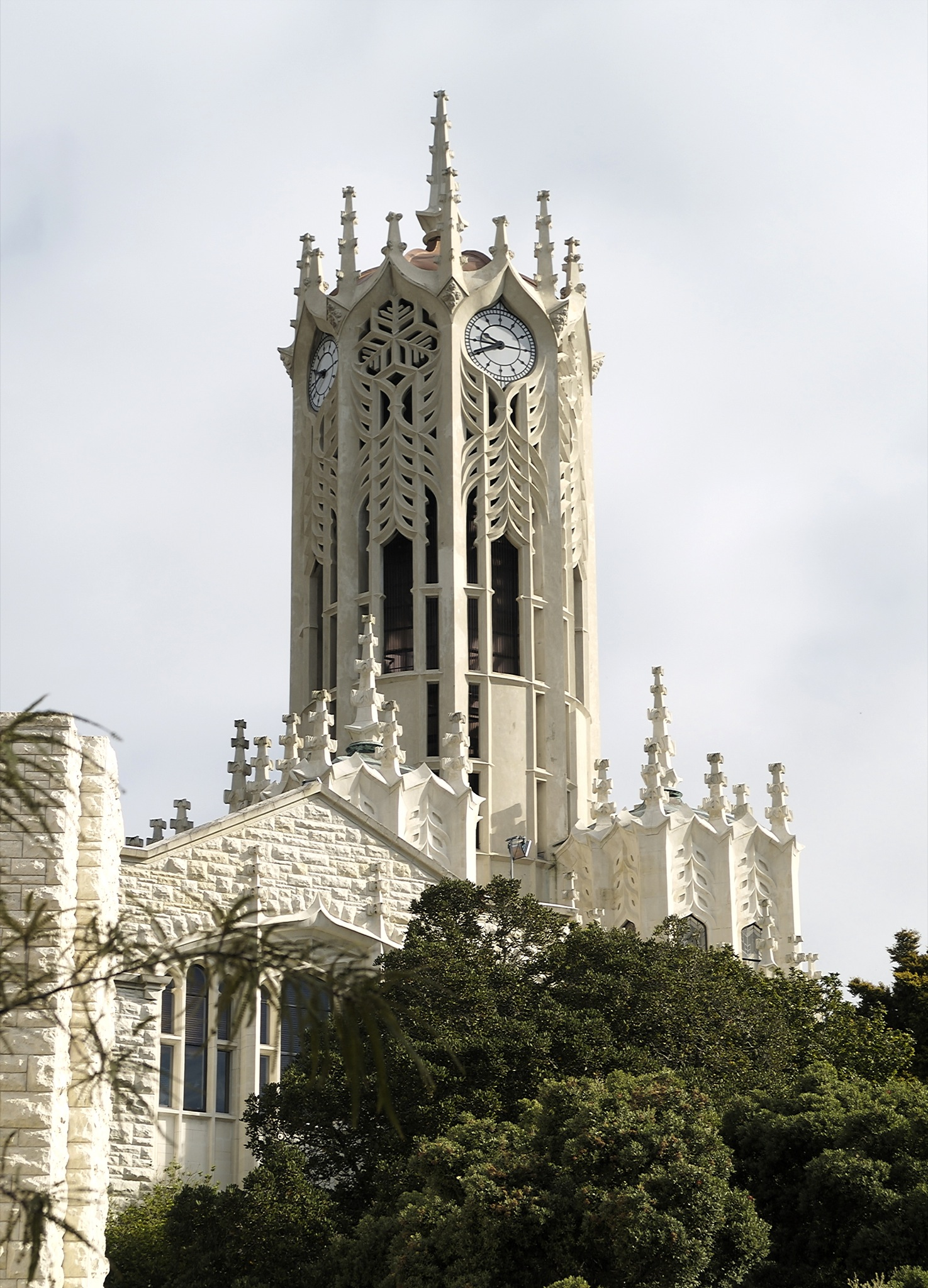
Годинникова ратуша Оклендського університету збудована в 1926 році

### Коледжі
- Рангітото Коледж
- Коледж Святого Петра

### Університети Окленда
- Університет Окленда
- Оклендський технологічний університет
- Університет Массей

### Школи Окленда
На початок 2012 року в Окленді налічувалося 340 початкових шкіл, 80 середніх шкіл та 29 об'єднаних шкіл, у яких є початкові та середні відділення. У цих школах проходили навчання близько 250 тисяч учнів.
Більшість шкіл належить державі, проте 39 шкіл є приватними, а 63 — частково державними. У більшості шкіл Окленду є змішаними (хлопчики і дівчатка навчаються разом), однак існує невелика кількість роздільних жіночих і чоловічих шкіл.
Шкільна система побудована за зональним принципом. Для навчання в школі учні мають проживати в зоні, визначеної для цієї школи. Цей принцип не поширюється на приватні школи.

## Спорт
На регулярній основі в Окленді відбуваються спортивні події:
- Heineken Open — чоловічий професійний тенісний турнір на відкритих кортах із твердим покриттям. Турнір відноситься до категорії АТР 250.
- ASB Classic — міжнародний жіночий професійний тенісний турнір на відкритих кортах із твердим покриттям.
- Оклендський марафон — марафон, що проходить в Окленді в жовтні або на початку листопада. Основною особливістю забігу є перетин Оклендської бухти по Оклендському мосту, який піднімається в найвищій точці на висоту в 33 метри над рівнем моря. Заплив через Оклендську бухту. Забіг «уздовж берега».

Крім того, в Окленді проводилися такі найважливіші міжнародні змагання і турніри: Ігри Британської імперії 1950 року, 14-ті Ігри Співдружності націй 1990 року.
У 2000 і 2003 роках в акваторії, прилеглої до Окленда, проходили фінальні гонки Кубка Америки з вітрильного спорту. У 2011 році Окленд приймав у себе кілька ігор відбулося знову Зеландії Світового чемпіонату з регбі, у тому числі в місті проходили напівфінал та фінал чемпіонату. У жовтні 2012 року в місті пройшов Гранд-фінал світових серій із тріатлону.

## Клімат
Окленд розташований у зоні помірного океанічного клімату, що характеризується теплим, вологим літом і прохолодною дощовою зимою.
Це найтепліший великий населений пункт у Новій Зеландії, і протягом останніх трьох років[коли?] Окленд також є найсонячнішим містом країни; у середньому на рік тут припадає 2170 сонячних годин.
Середня максимальна денна температура лютого і липня складає 23,7 °C і 14,5 °C відповідно. Абсолютний максимум температури, зафіксованої в Окленді, становить 30,5 °C, а абсолютний мінімум — −0,5 °C. Дощі йдуть в Окленді майже цілий рік, і середньорічна кількість опадів досягає 1240 мм, які припадають на приблизно 137 дощових днів. Кліматичні умови не однакові в різних частинах міста, що визначається насамперед близькістю гір та океану.
Сніг — вкрай рідкісне явище в Окленді: за всю історію метеоспостережень снігопади фіксувалися лише двічі — 27 липня 1939-го і 15 серпня 2011 року.
Особливістю клімату міста, як і майже всієї Нової Зеландії, є висока вологість повітря. Це зумовлено як географічним положенням (місто з усіх боків оточене водою), так і значною кількістю опадів. Висока вологість проявляється в частих туманах і низькій хмарності. Саме через високу вологість перепади температури повітря сприймаються особливо гостро. Влітку, навіть за температури трохи більше 25 °C, у місті стає дуже задушливо. Рятує лише свіжий вітер, що дме з прилеглих гір і океану. У зимові місяці картина змінюється на протилежну: навіть не дуже низькі температури здатні викликати відчуття пронизливого холоду.
Слід також зазначити, що погода в Окленді дуже мінлива. Прогнозами погоди можна вірити тут лише з певною натяжкою. У розмовах із приїжджими місцеві жителі часто кажуть: «Якщо вам не подобається погода в Окленді — почекайте 10 хвилин». У цьому відношенні погода в місті досить точно копіює погоду в Мельбурні та Ванкувері.
| Клімат Оклендського аеропорту (1981—2010, рекордні значення: 1962—2015) | Клімат Оклендського аеропорту (1981—2010, рекордні значення: 1962—2015) | Клімат Оклендського аеропорту (1981—2010, рекордні значення: 1962—2015) | Клімат Оклендського аеропорту (1981—2010, рекордні значення: 1962—2015) | Клімат Оклендського аеропорту (1981—2010, рекордні значення: 1962—2015) | Клімат Оклендського аеропорту (1981—2010, рекордні значення: 1962—2015) | Клімат Оклендського аеропорту (1981—2010, рекордні значення: 1962—2015) | Клімат Оклендського аеропорту (1981—2010, рекордні значення: 1962—2015) | Клімат Оклендського аеропорту (1981—2010, рекордні значення: 1962—2015) | Клімат Оклендського аеропорту (1981—2010, рекордні значення: 1962—2015) | Клімат Оклендського аеропорту (1981—2010, рекордні значення: 1962—2015) | Клімат Оклендського аеропорту (1981—2010, рекордні значення: 1962—2015) | Клімат Оклендського аеропорту (1981—2010, рекордні значення: 1962—2015) | Клімат Оклендського аеропорту (1981—2010, рекордні значення: 1962—2015) |
| Показник                                                                | Січ.                                                                    | Лют.                                                                    | Бер.                                                                    | Квіт.                                                                   | Трав.                                                                   | Черв.                                                                   | Лип.                                                                    | Серп.                                                                   | Вер.                                                                    | Жовт.                                                                   | Лист.                                                                   | Груд.                                                                   | Рік                                                                     |
| Абсолютний максимум, °C                                                 | 30,0                                                                    | 30,5                                                                    | 29,8                                                                    | 26,0                                                                    | 24,6                                                                    | 23,8                                                                    | 19,0                                                                    | 20,6                                                                    | 22,0                                                                    | 23,6                                                                    | 25,9                                                                    | 28,3                                                                    | 30,5                                                                    |
| Середній максимум, °C                                                   | 23,1                                                                    | 23,7                                                                    | 22,4                                                                    | 20,1                                                                    | 17,7                                                                    | 15,5                                                                    | 14,7                                                                    | 15,1                                                                    | 16,5                                                                    | 17,8                                                                    | 19,5                                                                    | 21,6                                                                    | 19,0                                                                    |
| Середня температура, °C                                                 | 19,1                                                                    | 19,7                                                                    | 18,4                                                                    | 16,1                                                                    | 14,0                                                                    | 11,8                                                                    | 10,9                                                                    | 11,3                                                                    | 12,7                                                                    | 14,2                                                                    | 15,7                                                                    | 17,8                                                                    | 15,2                                                                    |
| Середній мінімум, °C                                                    | 15,2                                                                    | 15,8                                                                    | 14,4                                                                    | 12,1                                                                    | 10,3                                                                    | 8,1                                                                     | 7,1                                                                     | 7,5                                                                     | 8,9                                                                     | 10,4                                                                    | 12,0                                                                    | 14,0                                                                    | 11,3                                                                    |
| Абсолютний мінімум, °C                                                  | 5,6                                                                     | 8,7                                                                     | 6,6                                                                     | 3,9                                                                     | 0,9                                                                     | −1,1                                                                    | −3,9                                                                    | −1,7                                                                    | 1,7                                                                     | −0,6                                                                    | 4,4                                                                     | 7,0                                                                     | −3,9                                                                    |
| Середня кількість сонячних годин на місяць                              | 228,8                                                                   | 194,9                                                                   | 189,2                                                                   | 157,3                                                                   | 139,8                                                                   | 110,3                                                                   | 128,1                                                                   | 142,9                                                                   | 148,6                                                                   | 178,1                                                                   | 188,1                                                                   | 197,2                                                                   | 2003,1                                                                  |
| Норма опадів, мм                                                        | 73.3                                                                    | 66.1                                                                    | 87.3                                                                    | 99.4                                                                    | 112.6                                                                   | 126.4                                                                   | 145.1                                                                   | 118.4                                                                   | 105.1                                                                   | 100.2                                                                   | 85.8                                                                    | 92.8                                                                    | 1210.7                                                                  |
| Днів з дощем                                                            | 8,0                                                                     | 7,1                                                                     | 8,4                                                                     | 10,6                                                                    | 12,0                                                                    | 14,8                                                                    | 16,0                                                                    | 14,9                                                                    | 12,8                                                                    | 12,0                                                                    | 10,3                                                                    | 9,3                                                                     | 135,7                                                                   |
| Вологість повітря, %                                                    | 79.3                                                                    | 79.8                                                                    | 80.3                                                                    | 83.0                                                                    | 85.8                                                                    | 89.8                                                                    | 88.9                                                                    | 86.2                                                                    | 81.3                                                                    | 78.5                                                                    | 77.2                                                                    | 77.6                                                                    | 82.3                                                                    |
| ----------------------------------------------------------------------- | ----------------------------------------------------------------------- | ----------------------------------------------------------------------- | ----------------------------------------------------------------------- | ----------------------------------------------------------------------- | ----------------------------------------------------------------------- | ----------------------------------------------------------------------- | ----------------------------------------------------------------------- | ----------------------------------------------------------------------- | ----------------------------------------------------------------------- | ----------------------------------------------------------------------- | ----------------------------------------------------------------------- | ----------------------------------------------------------------------- | ----------------------------------------------------------------------- |
| Джерело: NIWA Climate Data, CliFlo                                      |                                                                         |                                                                         |                                                                         |                                                                         |                                                                         |                                                                         |                                                                         |                                                                         |                                                                         |                                                                         |                                                                         |                                                                         |                                                                         |

## Зовнішні зв'язки

### Міста-побратими
- Австралія, Брисбен
- США, Лос-Анджелес
- КНР, Гуанчжоу
- КНР, Шанхай
- Японія, Фукуока
- Японія, Шінаґава
- Японія, Томіока
- Південна Корея, Пусан

## Уродженці
- Принцеса Челсі (справжнє ім'я Челсі Нікель, нар. 1985) — новозеландська співачка.
- Ернест Мервін Тейлор (1906—1964) — новозеландський графік і скульптор.
- Брюс Макларен (1937—1970) — новозеландський автогонщик, пілот Формули-1.